# Pirok
Pirok (macedónul: Пирок, albánul Piroku) település Észak-Macedóniában, a Pologi körzet Bogovinyei járásában.

## Népesség
| Lakosok száma | 1927 | 2247 | 2482 | 2977 | 3801 | 7    | 3884 | 4701 | 3963 |
|               | 1948 | 1953 | 1961 | 1971 | 1981 | 1991 | 1994 | 2002 | 2021 |

2002-ben 4 701 lakosa volt, akik közül 4 672 albán, 1 szerb és 28 egyéb.